# Filip Filipov Fratev
Filip Filipov Fratev, né à Sofia le 16 avril 1974 est un astronome bulgare.
Diplômé en 2001, il a obtenu son doctorat en 2007 à l'Université de Sofia. Il dirige l'observatoire Zvezdno Obshtestvo (code MPC A79).
Le Centre des planètes mineures le crédite de la découverte de vingt-trois astéroïdes, effectuée entre 2005 et 2010.
| (225232) Kircheva      | 21 juillet 2009 |
| (225238) Hristobotev   | 17 août 2009    |
| (236785) Hilendarski   | 15 août 2007    |
| (239203) Siméon        | 27 juillet 2006 |
| (264033) Boris-Mikhail | 26 août 2009    |